# 逆引き辞典
逆引き辞典（ぎゃくびきじてん、英: Reverse dictionary）とは、見出し語の綴り字を、通常とは逆に、末尾から見た順に配列した辞典のことである。

## 概要
国語（日本語）辞典を例にとると、通常の辞典では、語句は語頭から五十音順に排列されるのに対し、逆引き辞典においては語尾から五十音順に排列される。具体的には、以下のような排列となる。
したがって「エンサイクロペディア」を引こうとする場合、通常の辞典では前方から「え→ん→さ→い…」の順に引くのに対し、逆引き辞典では、後方から「あ→い→て→へ…」の順に引いていくことになる。
語尾の音が同じ語が並ぶことになるので、脚韻を探したり、語尾に同じ意味の構成部分を持つ熟語を一覧したりする場合などに用いられる。通常の国語辞典では検索できない、語尾の共通する類義語を検索することも可能である。

## 歴史
ヨーロッパにおいては、古代語、特にその韻文に関する文献の研究に必要なものとして、19世紀後半から編纂が始まり、その後、その国の言語の内部構造を解明するためにも不可欠なものと見なされるようになった。
また東アジアにおいては、漢詩を作るために脚韻による押韻を行うことから、韻書がしばしば作られたが、これらは語末検索書と見なすこもとできる。1903年（明治36年）に重野安繹・三島毅・服部宇之吉の監修で三省堂から刊行された『漢和大辞典』は、「級」の項に「級」で終わる熟語が並ぶ逆引き形式となっている。

### 日本語逆引き辞典の歴史
日本語については、古くは明治時代に正岡子規が『韻さぐり』と題する一種の逆引き辞典を作っている。これは新体詩を創作する際の押韻のために作られたノートだと考えられており、表紙裏に「明治三十年一月着手」の記入があることから、1897年（明治30年）以後に編纂されたものと考えられている。公表されたものではないが、山田忠雄は「明治期の辞書中に一異彩を放ち、厳密な意味では韻書の系列に属さない存在として孤高を誇る」と評している。1971年（昭和46年）には菜根出版より自筆稿本の複製が刊行されている。
1968年（昭和43年）に、斎藤義七郎が『大言海』に基づく『日本語の話尾分類によるさかさ引辞典』（動詞篇1968年3月、形容詞篇1968年5月、名詞篇1971年3月）を作成しているが、これは少部数が作成されたのみで公刊されなかった。
1978年（昭和53年）に刊行された田島毓堂・丹羽一彌共編『日本語尾音索引 現代語篇』（笠間書院）が、初めて公刊された日本語逆引き辞典である。これは『岩波国語辞典』第2版に基づくもので、当初は研究者向けに少部数が発行されただけだったが、井上ひさしや谷川俊太郎が「日本語を楽しむのに最適」と紹介したことで広く知られるようになり、1984年には普及版が刊行された。なお『日本語尾音索引』という題名は、当時はまだ「逆引き」という呼び方が一般的でなく、笠間書院の「笠間索引叢刊」というシリーズに入れるために便宜上つけたものという。
1979年（昭和54年）には風間力三『綴字逆順排列語構成による大言海分類語彙』（冨山房）、丹羽一彌・田島毓堂編『日本語尾音索引 古語篇』（笠間書院、『新明解古語辞典』に基づく）が相次いで刊行された。
これらが既存の国語辞典の単語を逆配列にしたものだったのに対し、1990年（平成2年）に刊行された北原保雄編『日本語逆引き辞典』（大修館書店）は、他の辞典を下敷きにせず、所収項目の選定から始めて一から編纂されたものである。同辞典は「言葉遊びの友」をキャッチフレーズに発行され、1993年1月の時点で6万部を超えるヒットとなった。
ついで1992年4月には『逆引き熟語林』（日外アソシエーツ）、同年11月には『逆引き広辞苑』（岩波書店、1991年11月発行の『広辞苑』第4版に基づく）が発行され、特に後者は1993年1月の時点で13万部のヒットとなった。

## 主な逆引き辞典

### 国語辞典
- 正岡子規『韻さぐり』菜根出版、1971年。 - 自筆稿本の複製。他に改造社版『子規全集』第18巻（1931年）、講談社版『子規全集』第20巻（1976年）等に収録。
- 田島毓堂; 丹羽一弥 編『日本語尾音索引 現代語篇』笠間書院〈笠間索引叢刊 65〉、1978年9月。 - 『岩波国語辞典』第2版に基づく。
  - 田島毓堂; 丹羽一弥 編『日本語尾音索引 普及版』笠間書院、1987年10月。
- 風間力三 編『綴字逆順排列語構成による大言海分類語彙』冨山房、1979年6月。 - 『大言海』に基づく。
- 北原保雄 編『日本語逆引き辞典』大修館書店、1990年11月。ISBN 4-469-02104-0。
- 日外アソシエーツ辞書編集部 編『逆引き熟語林』日外アソシエーツ、1992年4月。ISBN 4-8169-1126-X。
- 岩波書店辞典編集部 編『逆引き広辞苑』岩波書店、1992年11月。ISBN 4-00-080106-6。机上版 ISBN 4-00-080107-4。 - 『広辞苑』第4版に基づく。語釈は掲載されておらず、語義を確かめるには『広辞苑』を引く必要がある。
  - 岩波書店辞典編集部 編『逆引き広辞苑 第五版対応』岩波書店、1999年10月。ISBN 4-00-080116-3。
- 浜西正人 編『逆引き同類語辞典』東京堂出版、1993年9月。ISBN 4-490-10350-6。
- 逆引仏教語辞典編纂委員会 編『逆引仏教語辞典』柏書房、1995年2月。ISBN 4-7601-1105-0。 - 仏教語に特化したもの。
- 日外アソシエーツ編集部 編『逆引き季語辞典』日外アソシエーツ、1997年5月。ISBN 4-8169-1420-X。 - 季語に特化したもの。
  - 日外アソシエーツ 編『新訂 逆引き季語辞典』日外アソシエーツ、2021年12月。ISBN 978-4-8169-2902-1。
- 三省堂編集所 編『漢字引き・逆引き大辞林』三省堂、1997年6月。ISBN 4-385-13901-6。 - 『大辞林』第2版に基づく。語釈は掲載されておらず、語義を確かめるには『大辞林』を引く必要がある。

### 古語辞典
- 田島毓堂; 丹羽一弥 編『日本語尾音索引 古語篇』笠間書院〈笠間索引叢刊 73〉、1979年8月。

### 英和辞典
- 郡司利男 編『英語学習逆引辞典』開文社、1967年3月。
  - 郡司利男 編『英語逆引辞典』開文社、1986年3月。ISBN 4-87571-803-9。 - 『英語学習逆引辞典』の改題。
- 國廣哲彌; 堀内克明 編『プログレッシブ英語逆引き辞典』小学館、1999年6月。ISBN 4-09-510181-4。コンパクト版、2006年11月。 ISBN 4-09-510182-2 - 正確には「語末引き」で、語末の一部を切り取り、語末を共有する単語をアルファベット順にして配列している[16]。

### 中国語辞典
- 上野恵司; 相原茂 編『新しい排列方式による現代中国語辞典』日外アソシエーツ、1982年1月。ISBN 4-8169-0098-5。
  - 上野恵司; 相原茂 編『逆引き中国語辞典』日外アソシエーツ、1993年6月。ISBN 4-8169-1177-4。 - 『新しい排列方式による現代中国語辞典』の補訂。